# Le Cri silencieux
Pour plus de détails, voir Fiche technique et Distribution.
Le Cri silencieux (The Silent Scream) est un film  anti-avortement américain réalisé par Jack Duane Dabner, sorti en 1984. 
Le film, réalisé en partenariat avec l'organisation National Right to Life Committee et raconté par Bernard Nathanson, obstétricien et cofondateur de l'organisation NARAL Pro-Choice America après avoir changé de camp, montre le déroulement par ultrason d'une IVG sur un fœtus humain âgé de 12 semaines. Ce film montre l'avortement ainsi que les réactions du fœtus grâce à l’échographie.

## Synopsis
Dans ce film, Bernard Nathanson, ancien pratiquant de l'IVG, prend position contre l'avortement. Le film compile une série d'images de nature échographique. Nathanson montre au grand public les instruments utilisés pour un avortement typique et défend l'idée selon laquelle la tête, même à la gestation de 12 semaines, ne peut entrer dans le dispositif d'aspiration ; il montre alors comment les forceps sont utilisés pour écraser le crâne, où les ondes cérébrales ont été actives pendant six semaines. 
Avec les images échographiques, Nathanson décrit étape par étape ce qui se passe, en soulignant chacun des nouveaux instruments qui sont introduits dans l'utérus. La canule d'aspiration est décrite comme une arme mortelle qui « démembre, écrase et détruit » l'enfant. Nathanson explique que le fœtus humain, qui est un enfant vivant, « [est] en train d'être déchiré, démembré, broyé et détruit par les impitoyables instruments en acier de l'avorteur ». Il note comment le rythme cardiaque du bébé accélère et comment il semble ouvrir sa bouche dans un « cri silencieux ».

## Réception
La vidéo a été un outil très populaire utilisé par le mouvement anti-avortement mais a été aussi critiquée vivement par les membres de la communauté médicale,. 
Le professeur Étienne-Émile Baulieu a été poursuivi pour diffamation pour avoir qualifié le film d'« escroquerie scientifique ». Il a été relaxé, le Tribunal de Grande Instance de Paris (17e Chambre) écrivant dans son jugement du 20 février 1992 : « Le film tend à une dramatisation manifeste du propos et ne saurait être considéré comme un document objectif, à caractère scientifique, mais plutôt comme un film de propagande qui vise à convaincre par tous les moyens, notamment par l'appel à l'émotion du public. »
Bolesław Piecha, politicien d'extrême droite, ancien médecin polonais gynécologue et ministre de la Santé a décrit le film comme totalement honnête substantiellement. Dans certaines écoles, ce film a été projeté en Pologne pour les cours de religion et d'éducation à la vie familiale,.